# Ameca
Ameca é um município do estado de Jalisco, no México.